# Montgomery (métro de Bruxelles)
Pour les articles homonymes, voir Montgomery.
Montgomery est une station de la ligne 1 du métro de Bruxelles située à Bruxelles, sur la commune de Woluwe-Saint-Pierre.
La station est aussi desservie par l'axe Grande ceinture du prémétro de Bruxelles, tunnel emprunté par les lignes 7 et 25 du tramway de Bruxelles.

## Situation
La station se trouve sous le square Maréchal Montgomery.
Elle est située :
- entre les stations Merode et Joséphine-Charlotte sur la ligne 1 du métro de Bruxelles ;
- entre les stations Georges Henri et Boileau de l'axe Grande ceinture du prémétro de Bruxelles, emprunté à cet endroit par les lignes 7 et 25 du tramway de Bruxelles.

## Histoire
La station de prémétro est mise en service le 30 janvier 1975, celle du métro le 20 septembre 1976. L'ensemble est imbriqué dans 
Plusieurs projets de réaménagement de la station ont été envisagés. L'un deux, visant à réaliser une verrière au niveau du parterre du rond-point Montgomery et à améliorer l'accès des personnes à mobilité réduite via un ascenseur a été refusé en 2012 au terme de l'enquête publique. Un nouveau projet a été validé en 2020.

## Service aux voyageurs

### Accès
La station compte cinq accès :
- Accès no 1 : situé à l'est, à l'angle avec l'avenue de Tervueren (accompagné d'un escalator) ;
- Accès no 2 : situé au sud-est, entre l'avenue de Tervueren et le boulevard Saint-Michel (accompagné d'un escalator) ;
- Accès no 3 : situé au sud-ouest, entre l'avenue de Tervueren et le boulevard Saint-Michel (accompagné d'un escalator) ;
- Accès no 4 : situé à l'ouest, à l'angle avec l'avenue de Tervueren (accompagné d'un escalator) ;
- Accès no 5 : situé au nord, à l'angle avec le boulevard Brand Whitlock (accompagné d'un escalator).

Tous les accès donnent vers le hall principal situé au niveau -2 d'où des escaliers communiquent avec les niveaux -1 et -3 au moyen d'escaliers et d'escalators.
Du hall d'entrée jusqu'au hall de la station, les murs sont illustrés avec l'énorme fresque Magic City de Jean-Michel Folon.

### Quais
La station est de conception particulière puisque sur trois niveaux :
- Niveau -1 : Station du prémétro, avec deux voies encadrées par deux quais latéraux ;
- Niveau -2 : Station du tram avec une boucle terminale de deux voies avec un quai latéral, hall central, accès extérieurs et commerces ;
- Niveau -3 : Station du métro, avec deux voies encadrées par deux quais latéraux.

Le niveau -3 est disposé en diagonale dans l'axe de l'avenue de Broqueville, passant en diagonale sous le tunnel routier de l'avenue de Tervuren, lequel constitue la limite sud du niveau -2. Ce dernier est constitué d'un grand hall dans l'axe du tunnel du métro qui se termine par le quai des lignes 39 et 44 ; bien que ces trams circulent sur l'avenue de Tervuren, le terminus se trouve sur l'avenue de Broqueville. La station du prémétro au niveau -1 est parallèle au tunnel routier du boulevard Brand Whitlock, les deux passant par-dessus celui de l'avenue de Tervuren. Les paliers intermédiaires de plusieurs accès piétons se trouvent au même niveau sont au même niveau mais ne sont pas interconnectés avec la station du prémétro.

### Intermodalité
La station est desservie par les lignes 39 et 44 (via un terminus souterrain) et 81 (via un terminus en surface) du tramway de Bruxelles, par les lignes 27, 61 et 80 des autobus de Bruxelles, par la ligne de bus 178 du réseau De Lijn et, la nuit, par la ligne N06 du réseau Noctis.
Les lignes 39 et 44 entrent en tunnel, distinct de celui du prémétro, par la rue du Duc (en journée) et sortent avenue de Tervueren, en soirée les trams rentrent et sortent via l'avenue de Tervueren.

### Projet
Dès l'automne 2024, la ligne 11 sera mise en service et circulera entre Esplanade et Boondael Gare via l'axe Grande Ceinture.

## Œuvres d'art
- Magic City (Jean-Michel Folon, 1975) ;
- Rythme bruxellois (Jo Delahaut, 1975) ;
- Thema's (Pol Mara, 1976).

## À proximité
- Avenue de Tervueren
- Boulevard Saint-Michel
- Castel de Lindthout
- Collège Saint-Michel
- Église Saint-Jean-Berchmans
- Maison-atelier du peintre Émile Fabry
- Palais Stoclet
- Square Montgomery.